# IOS 11
iOS 11 este a unsprezecea versiune a sistemului de operare pentru iPhone, iPad si iPod Touch creată de către compania Apple. iOS 11 a fost lansat în data de 19 septembrie și a avut parte de 4 actualizări oficiale, ajungând la începutul lunii noiembrie să fie oferit în versiunea stabilă iOS 11.1.
iOS 11 aduce unul dintre cele mai mari salturi în funcționalitate pentru iPhone și iPad, Apple regândind în totalitate Control Center, Notifications Center, dar și multe iconițe ale aplicațiilor. iOS 11, vine de asemenea cu securitate îmbunătățită mulțumită noului Apple File System, APFS, totul fiind gândit fără a afecta performanțele telefoanelor și tabletelor.
iOS 11 a adus cele mai mari schimbări pentru tabletele iPad, acestea bucurându-se de noi funcții de productivitate pentru aplicații. Compania Apple a implementat noi gesturi pentru accesarea aplicațiilor, un dock în care sunt vizibile aplicațiile folosite cel mai des, dar și un sistem de partajare a fișierelor prin tragerea dintr-o aplicație în alta.
iOS 11 a eliminat de asemenea suportul pentru iPhone 5, iPad 3